# Kárpathosz
Kárpathosz (görög írással  Κάρπαθος) Görögország területén a Dodekanészosz második legnagyobb szigete, a Krétai-tenger keleti határán. A sziget Kréta keleti vége és Rodosz között fekszik. A görög szigetvilág egyik kevésbé látogatott szigete, ahol nincs túlturizmus. Távoli fekvése miatt számos öltözködési, szokás- és nyelvjárási sajátosságot megőrzött, amelyek közül az utóbbi a krétai és ciprusi jellemzőkre emlékeztet.
Homérosz Iliasz című művében Krapathoszként van említve. A szigetet több más ókori szerző is említi.

## Földrajz
Területe 325 km². Legnagyobb hosszúsága kb. 48 km észak-déli irányban, legnagyobb szélessége 12 km, a legkeskenyebb részén 3,5 km. Állandó lakossága 6200 fő volt 2011-ben .
A sziget közepén 1215 méterig emelkedő hegylánc húzódik. A sziklás hegyek között sok völgy húzódik és a sziget északi, elkeskenyedő végében a lejtőket még erdők borítják.

## Közlekedés
Kompok és repülőjáratok kötik össze más szigetekkel és a szárazfölddel.
A sziget repülőtere a Kárpáthosz sziget nemzeti repülőtér.

## Éghajlat
| Hónap                            | Jan. | Feb. | Már. | Ápr. | Máj. | Jún. | Júl. | Aug. | Szep. | Okt. | Nov. | Dec. | Év   |
| -------------------------------- | ---- | ---- | ---- | ---- | ---- | ---- | ---- | ---- | ----- | ---- | ---- | ---- | ---- |
| Átlagos max. hőmérséklet (°C)    | 15,7 | 16,1 | 17,1 | 19,6 | 23,6 | 27,3 | 29,0 | 29,4 | 27,7  | 24,4 | 20,7 | 17,6 | 22,4 |
| Átlagos min. hőmérséklet (°C)    | 11,2 | 11,3 | 12,2 | 14,2 | 17,7 | 21,3 | 23,4 | 24,1 | 22,4  | 19,0 | 15,8 | 12,9 | 17,2 |
| Átl. csapadékmennyiség (mm)      | 71   | 41   | 33   | 17   | 10   | 3    | 0    | 0    | 7     | 24   | 42   | 88   | 336  |
| Forrás: ; HNMS climate bulletins |      |      |      |      |      |      |      |      |       |      |      |      |      |

## Fordítás
- Ez a szócikk részben vagy egészben  a   Karpathos című angol Wikipédia-szócikk fordításán alapul.  Az eredeti cikk szerkesztőit annak laptörténete sorolja fel. Ez a jelzés csupán a megfogalmazás eredetét és a szerzői jogokat jelzi, nem szolgál a cikkben szereplő információk forrásmegjelöléseként.